# هاینریش شروتر
هاینریش شروتر (آلمانی: Heinrich Schröter؛ ۸ ژانویه ۱۸۲۹ – ۳ ژانویه ۱۸۹۲) ریاضی‌دان اهل آلمان بود که هندسه را در مکتب یاکوب اشتاینر دنبال می‌کرد.